# Elecciones al Senado de abril de 2019 (Sevilla)
Las elecciones al Senado de 2019 se celebraron en la provincia de Sevilla el domingo 28 de abril, como parte de las elecciones generales convocadas por Real Decreto dispuesto el 4 de marzo de 2019 y publicado en el Boletín Oficial del Estado el día siguiente. Se eligieron los 4 senadores correspondientes a la circunscripción electoral de Valencia, mediante escrutinio mayoritario plurinominal parcial con listas abiertas.

## Resultados
Los comicios depararon en la elección de 3 senadores del Partido Socialista Obrero Español (Antonio Gutiérrez Limones, María Nieves Hernández Espinal y Juan Antonio Gilabert Sánchez) y 1 de Ciudadanos (Ángel Mayo Llanos). El PP perdió su única representación en la cámara alta tras los comicios y Ciudadanos obtuvo su primer senador por Sevilla.
| Candidato                                        | Candidato                                        | Lista                     | Votos   |
| ------------------------------------------------ | ------------------------------------------------ | ------------------------- | ------- |
|                                                  | Antonio Gutiérrez Limones                        | PSOE-A                    | 397 931 |
|                                                  | María Nieves Hernández Espinal                   | PSOE-A                    | 386 510 |
|                                                  | Juan Antonio Gilabert Sánchez                    | PSOE-A                    | 369 949 |
|                                                  | Ángel Mayo Llanos                                | Ciudadanos                | 215 666 |
|                                                  |                                                  |                           |         |
| José Luis Sanz Ruiz                              | José Luis Sanz Ruiz                              | PP                        | 212 693 |
| Ismael Sánchez Castillo                          | Ismael Sánchez Castillo                          | Unidas Podemos            | 167 094 |
| Asunción Cid Pagador                             | Asunción Cid Pagador                             | Unidas Podemos            | 157 328 |
| Amelia Velázquez Guevara                         | Amelia Velázquez Guevara                         | Ciudadanos                | 155 803 |
| Ricardo Villena Machuca                          | Ricardo Villena Machuca                          | PP                        | 149 712 |
| María Ángeles García Ramírez                     | María Ángeles García Ramírez                     | Unidas Podemos            | 149 582 |
| Macario Valpuesta Bermúdez                       | Macario Valpuesta Bermúdez                       | Vox                       | 143 579 |
| Isabel del Pilar Fernández de Liencres Rodríguez | Isabel del Pilar Fernández de Liencres Rodríguez | PP                        | 143 330 |
| Guillermo Prieto Perea                           | Guillermo Prieto Perea                           | Ciudadanos                | 140 953 |
| Ángela Jiménez Vico                              | Ángela Jiménez Vico                              | Vox                       | 86 720  |
| José Alfredo Muñoz Martínez                      | José Alfredo Muñoz Martínez                      | Vox                       | 80 053  |
| María Cutiño Zamora                              | María Cutiño Zamora                              | PACMA                     | 27 648  |
| Gonzalo González Valencia                        | Gonzalo González Valencia                        | PACMA                     | 17 186  |
| Rosario Carmona Rodríguez                        | Rosario Carmona Rodríguez                        | PACMA                     | 16 806  |
| Antonio Jesús Acevedo Blanco                     | Antonio Jesús Acevedo Blanco                     | AxSí                      | 7956    |
| María Gloria Molina Ramos                        | María Gloria Molina Ramos                        | AxSí                      | 5723    |
| Sixto Manuel Blanco Nuñez                        | Sixto Manuel Blanco Nuñez                        | Recortes Cero-Grupo Verde | 4734    |
| Manuel Vera Silvestre                            | Manuel Vera Silvestre                            | AxSí                      | 4167    |
| Raquel Fernández Gómez                           | Raquel Fernández Gómez                           | PUM+J                     | 4039    |